# 400 mètres haies masculin aux championnats du monde d'athlétisme 2022
Pour des articles plus généraux, voir Championnats du monde d'athlétisme 2022 et 400 mètres haies aux championnats du monde d'athlétisme.
Navigation
Doha 2019 Budapest 2023
L'épreuve du 400 mètres haies masculin des championnats du monde de 2022 se déroule les 16, 17 et 19 juillet 2022 au sein du stade Hayward Field à Eugene, aux États-Unis.

## Mimimas de qualification
Le minima de qualification est fixé à 48 s 90, la période de qualification est comprise entre le 27 juin 2021 et le 26 juin 2022.

## Résultats

### Finale
| Rang               | Athlète           | Pays       | Temps   | Notes  |
| ------------------ | ----------------- | ---------- | ------- | ------ |
| Médaille d'or      | Alison dos Santos | Brésil     | 46 s 29 | CR, AR |
| Médaille d'argent  | Rai Benjamin      | États-Unis | 46 s 89 | SB     |
| Médaille de bronze | Trevor Bassitt    | États-Unis | 47 s 39 | PB     |
| 4                  | Wilfried Happio   | France     | 47 s 41 | PB     |
| 5                  | Khallifah Rosser  | États-Unis | 47 s 88 |        |
| 6                  | Jaheel Hyde       | Jamaïque   | 48 s 03 | PB     |
| 7                  | Karsten Warholm   | Norvège    | 48 s 42 |        |
| 8                  | Rasmus Mägi       | Estonie    | 48 s 92 |        |

### Demi-finales
Les 2 premiers de chaque série (Q) et les 2 meilleurs temps (q) se qualifient pour la finale
| Rang | Série | Athlète                  | Pays                      | Temps | Notes |
| ---- | ----- | ------------------------ | ------------------------- | ----- | ----- |
| 1    | 2     | Alison dos Santos        | Brésil                    | 47.85 | Q     |
| 2    | 3     | Karsten Warholm          | Norvège                   | 48.00 | Q, SB |
| 3    | 3     | Wilfried Happio          | France                    | 48.14 | Q, PB |
| 4    | 2     | Trevor Bassitt           | États-Unis                | 48.17 | Q     |
| 5    | 3     | Khallifah Rosser         | États-Unis                | 48.34 | q     |
| 6    | 2     | Rasmus Mägi              | Estonie                   | 48.40 | q     |
| 7    | 1     | Rai Benjamin             | États-Unis                | 48.44 | Q     |
| 8    | 3     | Kemar Mowatt             | Jamaïque                  | 48.59 |       |
| 9    | 2     | Carl Bengtström          | Suède                     | 48.75 |       |
| 10   | 2     | Abdelmalik Lahoulou      | Algérie                   | 48.90 |       |
| 11   | 1     | Jaheel Hyde              | Jamaïque                  | 49.09 | Q     |
| 12   | 2     | Moitalel Mpoke Naadokila | Kenya                     | 49.34 |       |
| 13   | 2     | Gerald Drummond          | Costa Rica                | 49.37 |       |
| 14   | 1     | Julien Watrin            | Belgique                  | 49.52 |       |
| 15   | 3     | Nick Smidt               | Pays-Bas                  | 49.56 |       |
| 16   | 3     | Kazuki Kurokawa          | Japon                     | 49.69 |       |
| 17   | 1     | Ramsey Angela            | Pays-Bas                  | 49.77 |       |
| 18   | 2     | Shawn Rowe               | Jamaïque                  | 49.80 |       |
| 19   | 1     | Thomas Barr              | Irlande                   | 50.08 |       |
| 20   | 3     | Sokwakhana Zazini        | Afrique du Sud            | 50.22 |       |
| 21   | 1     | Alastair Chalmers        | Royaume-Uni               | 50.54 |       |
| 22   | 1     | Yasmani Copello          | Turquie                   | 51.49 |       |
| 23   | 3     | Ezekiel Nathaniel        | Nigeria                   | 54.18 |       |
|      | 1     | Kyron McMaster           | Îles Vierges britanniques | DNS   |       |

### Séries
Les 4 premiers de chaque série (Q) et les 4 meilleurs temps (q) se qualifient pour les demi-finales.
| Rang | Série | Athlète                     | Pays                      | Temps | Notes |
| ---- | ----- | --------------------------- | ------------------------- | ----- | ----- |
| 1    | 5     | Khallifah Rosser            | États-Unis                | 48.62 | Q     |
| 2    | 4     | Rasmus Mägi                 | Estonie                   | 48.78 | Q     |
| 3    | 1     | Rai Benjamin                | États-Unis                | 49.06 | Q     |
| 4    | 4     | Thomas Barr                 | Irlande                   | 49.15 | Q, SB |
| 5    | 4     | Gerald Drummond             | Costa Rica                | 49.16 | Q     |
| 6    | 4     | Trevor Bassitt              | États-Unis                | 49.17 | Q     |
| 7    | 3     | Karsten Warholm             | Norvège                   | 49.34 | Q, SB |
| 8    | 4     | Alastair Chalmers           | Royaume-Uni               | 49.37 | q     |
| 9    | 2     | Alison dos Santos           | Brésil                    | 49.41 | Q     |
| 10   | 2     | Kemar Mowatt                | Jamaïque                  | 49.44 | Q     |
| 11   | 4     | Shawn Rowe                  | Jamaïque                  | 49.51 | q     |
| 12   | 1     | Abdelmalik Lahoulou         | Algérie                   | 49.58 | Q     |
| 13   | 2     | Wilfried Happio             | France                    | 49.60 | Q     |
| 14   | 5     | Ramsey Angela               | Pays-Bas                  | 49.62 | Q     |
| 15   | 5     | Carl Bengtström             | Suède                     | 49.64 | Q     |
| 15   | 1     | Ezekiel Nathaniel           | Nigeria                   | 49.64 | q     |
| 17   | 2     | Nick Smidt                  | Pays-Bas                  | 49.80 | Q     |
| 18   | 3     | Julien Watrin               | Belgique                  | 49.83 | Q     |
| 19   | 4     | Yasmani Copello             | Turquie                   | 49.83 | q     |
| 20   | 5     | Kyron McMaster              | Îles Vierges britanniques | 49.98 | Q     |
| 21   | 1     | Kazuki Kurokawa             | Japon                     | 50.02 | Q     |
| 22   | 3     | Jaheel Hyde                 | Jamaïque                  | 50.03 | Q     |
| 23   | 2     | Sokwakhana Zazini           | Afrique du Sud            | 50.09 | q     |
| 24   | 5     | Mario Lambrughi             | Italie                    | 50.18 |       |
| 25   | 5     | Pablo Andres Ibañez Guevara | Salvador                  | 50.18 |       |
| 26   | 3     | Moitalel Mpoke Naadokila    | Kenya                     | 50.19 | Q     |
| 27   | 1     | Chen Chieh                  | Taipei chinois            | 50.28 |       |
| 28   | 3     | Julien Bonvin               | Suisse                    | 50.40 |       |
| 29   | 2     | Takayuki Kishimoto          | Japon                     | 50.66 |       |
| 30   | 5     | Vít Müller                  | Tchéquie                  | 50.71 |       |
| 31   | 2     | Jabir Madari Palliyalil     | Inde                      | 50.76 |       |
| 32   | 1     | Chris McAlister             | Royaume-Uni               | 51.55 |       |
| 33   | 4     | Mahau Suguimati             | Brésil                    | 52.43 |       |
| 34   | 3     | Ned Azemia                  | Seychelles                | 53.07 |       |
| 35   | 3     | Juander Santos              | République dominicaine    | 58.80 |       |
|      | 1     | Jordin Andrade              | Cap-Vert                  |       | DNF   |
|      | 1     | Dany Brand                  | Suisse                    |       | DNS   |

## Légende
Records et Performances
- AR : Record continental (area record)
- CR : Record des championnats (championship record)
- MR : Record du meeting (meet record)
- NR : Record national (national record)
- OR : Record olympique (olympic record)
- PR : Record paralympique (paralympic record)
- PB : Record personnel (personal best)
- SB : Meilleure performance personnelle de la saison (season's best)
- WL : Meilleure performance mondiale de l'année (world leader)
- WJR : Record du monde junior (world junior record)
- WR : Record du monde (world record)

Circonstances et Conditions
- DNF : N'a pas terminé (did not finish)
- DNS : N'a pas pris le départ (did not start)
- DQ : Disqualification (disqualification)
- NM : Aucun essai valable enregistré (No Mark)
- Q : Qualifié « directement » au prochain tour (ou à la prochaine compétition), lors d'une compétition majeure, grâce au classement ou à la réalisation des minima (automatic qualifier)
- q : Qualifié au prochain tour (ou à la prochaine compétition), lors d'une compétition majeure, grâce au repêchage ou à la réalisation de l'une des meilleures performances parmi celles des « non qualifiés directement » (grâce au meilleur temps ou à la meilleure distance par exemple) (secondary qualifier)